# 列治文 (紐約州)
列治文（英語：Richmond）是一個位於美國紐約州安大略縣的鎮。

## 人口
根據2020年美國人口普查的數據，列治文的面積為114.98平方千米，當中陸地面積為109.90平方千米，而水域面積為5.08平方千米。當地共有人口3380人，而人口密度為每平方千米29人。